# Atollmonark
Atollmonark (Myiagra oceanica) är en fågel i familjen monarker inom ordningen tättingar.

## Utseende och läte
Atollmonarken är en flugsnapparliknande fågel med blågrått huvud, ljusorange på strupe och bröst, bruntonade vingar och något spetsigt huvud. Lätena är varierade, med bland annat en gladlynt serie med stigande visslingar, en upprepad gnisslig serie, ett fallande tjatter och hesa jamanden.

## Utbredning och systematik
Fågeln förekommer i ögruppen Chuuk i västra Karolinerna. Den behandlas vanligen som monotypisk, det vill säga att den inte delas in i några underarter. Vissa inkluderar dock guammonark, palaumonark och pohnpeimonark i arten.

## Levnadssätt
Atollmonarken hittas i skog och skogsbryn. Den sitter ofta på en utkiksplats nära marken, varifrån den gör utfall för att fånga insekter.

## Status
Atollmonarken har ett mycket begränsat utbredningsområde. Beståndet anses dock vara stabilt. IUCN kategoriserar arten som livskraftig.